# CA Juventus Feminino
CA Juventus Feminino – brazylijski klub piłki nożnej kobiet, mający siedzibę w mieście São Paulo, w południowo-wschodniej części kraju. Jest sekcją piłki nożnej kobiet w klubie CA Juventus.

## Historia
Chronologia nazw:
- 2010: CA Juventus Feminino

Sekcja piłki nożnej kobiet CA Juventus została założona w miejscowości São Paulo w 1984 roku i już w pierwszym roku zwyciężyła w pierwszej edycji mistrzostw stanu São Paulo, w finale pokonując Transvira. Do 1987 roku zespół wygrywał kolejne tytuły mistrza Campeonato Paulista, ale potem mistrzostwa zostały zawieszone. Po wznowieniu rozgrywkach w 1997 klub ponownie startował w Campeonato Paulista, ale już bez większych sukcesów. Najwyższe osiągnięcie - to czwarte miejsce w 2000 roku.
W 2013 po raz pierwszy organizowane rozgrywki na poziomie ogólnokrajowym - Campeonato Brasileiro de Futebol Feminino. W 2017 roku został wprowadzony drugi poziom brazylijskiej piłki nożnej kobiet, do której kwalifikowały się drużyny poprzez mistrzostwa stanowe lub inne turnieje organizowane przez każdą z federacji stanowych, a także przez ranking CBF mężczyzn (Brazylijski Związek Piłki Nożnej zmusił kluby do posiadania sekcji kobiecej od sezonu 2019, w przeciwnym razie klub męski nie może rywalizować w Série A lub w Copa Libertadores).
W 2019 zespół zajął ósme miejsce w Campeonato Paulista i w 2020 debiutował w czwartej edycji Campeonato Brasileiro de Futebol Feminino - Série A2, w ćwierćfinale przegrywając 2:4, 2:2 z Napoli.

## Barwy klubowe, strój
Klub ma barwy granatowe. Zawodnicy domowe spotkania zazwyczaj grają w granatowych koszulkach, białych spodenkach oraz granatowych getrach.

## Sukcesy

### Trofea międzynarodowe
Nie uczestniczył w rozgrywkach międzynarodowych (stan na 31-12-2020).

### Trofea krajowe
| \| \| Zdobyte trofea w rozgrywkach Brazylii (stan na: 31-05-2020) \| |                                                             |      |          |
| Rozgrywki                                                            | Osiągnięcie                                                 | Razy | Sezon(y) |
| Mistrzostwo                                                          | I miejsce                                                   | 0    |          |
| Mistrzostwo                                                          | II miejsce                                                  | 0    |          |
| Mistrzostwo                                                          | III miejsce                                                 | 0    |          |
| Puchar                                                               | zdobywca                                                    | 0    |          |
| Puchar                                                               | finalista                                                   | 0    |          |
| II liga                                                              | I miejsce                                                   | 0    |          |
| II liga                                                              | II miejsce                                                  | 0    |          |
| II liga                                                              | III miejsce                                                 | 0    |          |
| II liga                                                              | 5.miejsce                                                   | 1    | 2020     |
| Brazylia                                                             | Zdobyte trofea w rozgrywkach Brazylii (stan na: 31-05-2020) |      |          |

- Campeonato Paulista de Futebol Feminino:
  - mistrz (4x): 1984, 1985, 1986, 1987

## Struktura klubu

### Stadion
Klub piłkarski rozgrywa swoje mecze domowe na Estádio Rua Javari w São Paulo o pojemności 5 256 widzów.

## Kibice i rywalizacja z innymi klubami

### Derby
- Nacional AC Feminino
- Associação Portuguesa de Desportos Feminino